# Manucodia jobiensis
El ave del paraíso de la Jobi (Manucodia jobiensis) es una especie de ave paseriforme de la familia Paradisaeidae endémica de los bosques de la isla de Jobi y el norte de Nueva Guinea. 

## Descripción
El ave del paraíso de la Jobi es un ave de tamaño mediano, mide unos 34 cm de largo. Su plumaje posee tonos de verdeazulado, negro y azulverdoso, negro y morado su iris es rojo, las plumas del cuello y parte superior del pecho sus azul claro. Ambos sexos poseen similar apariencia, sin embargo la hembra es un poco más pequeña y menos vistosa. La especie se parece al Manucodia chalybatus, aunque se distingue por las plumas del cuello y por su cola algo más corta.

## Subespecies
- Manucodia jobiensis jobiensis
- Manucodia jobiensis rubiensis

## Comportamiento y conservación
Su dieta consiste principalmente de frutos y artrópodos. Al igual que otros miembros del género Manucodia, es monógamo.
En la zona donde habita es una de las aves del paraíso más comunes, por lo que el ave del paraíso de la Jobi está considerada una especie bajo preocupación menor por la UICN.